# Скаген
Скаген (на датски: Skagen) e малък град в Дания и е най-северното населено място в страната. Население 7845 души (по приблизителна оценка от януари 2020 г.). Главен град е на община Скаген, която граничи с Фредериксхаун.

## География
Географското положение на Скаген е много специфично. Той се намира в най-северната част на тясна издължена ивица, подобна на малък полуостров, на запад от която се намира Скагерак, а на изток – Категат. На югоизток от града се намира залива Олбек (Ålbæk Bugt), а на югозапад – залива Танис (Tannis Bugt). Местността е изключително живописна. Към края на 18 и в началото на 19 век районът страда от опустиняване, която спира след засяването на различни видове треви, храсти и дървета. Въпреки това в района са оцелели две големи пясъчни дюни, вкл. огромната дюна Робьер (Råbjerg Mile)

## История
Точната дата на създаването на Скаген остава неясна. Като цяло районът е бил слабо населен векове наред, предимно със земеделци или моряци. За тази местност Плиний Стари пише:
„Promenturium Cimbrorum excurrens in maria longe paeninsulam efficit quae Tastris appellatur.“
„Носът на кимврите, навлизащ навътре в морето образува полуостров, наречен Тастрис.“
Посоченото название Тастрис е хапакс и не се споменава никъде другаде в исторически извори. Значението му също е неясно. Името „Скаген“ също е с неясен произход, но има няколко думи в германските езици, които са свързани по някакъв начин с него. Това са английските skeg (стърчащата част на корабен кил), shag (рошава коса) и шведското skägg (брада). До края на 19 век районът остава изолиран, но построяването на железопътна линия през 1890 улеснява значително достъпа до Скаген.

## Туризъм
Районът на Скаген е популярна туристическа дестинация сред датчаните. Поради специфичната географска локация, където Скагерак и Категат се срещат, морето е изключително бурно. Това е причината и за честите корабокрушения в миналото, заради което около 15 век тук е построен и първият фар в Дания – Випефюр (Vippefyr). Негова реконструкция може да се види малко на север от града. След него към 17 век е построен Хвидефюр (Hvidefyr), а към 18 век и Грофюр (Gråfyr). Заради опустиняването на района около 18 век голямата църква в града е била изоставена и днес част от нея се подава от пясъка. Тя е известна като Погребаната Църква (Den tilsandede Kirke).

## Известни личности
Скаген е бил културно средище десетилетия наред. Тук са живели много творци, сред които и т. нар. „скагенски художници“.
По-известните хора на изкуството, живели или родом от Скаген са:
- Анна Анкер
- Михаел Анкер
- Георг Брандес
- Холгер Драхман
- Хенрик Понтопидан
- Педер Северин Крьойер
- Марие Трипке Крьоер Алфвен
- Кристиан Кроог
- Хюго Алфвен

Културното сърце на града е било хотелът Брьондумс, където често творците са се събирали.